# Asterocheres unicus
Asterocheres unicus is een eenoogkreeftjessoort uit de familie van de Asterocheridae. De wetenschappelijke naam van de soort is voor het eerst geldig gepubliceerd in 2002 door Johnsson, In: Johnsson, Rocha & Neves.